# Сингапурский доллар
Сингапурский доллар (малайск. Dolar Singapura; кит. упр. 新加坡元, пиньинь Xīnjiāpō yuán, палл. Синьцзяпо юйань; там. சிங்கப்பூர் வெள்ளி; англ. Singapore dollar) — денежная единица Республики Сингапур. Буквенный код в стандарте ISO 4217 — SGD, цифровой — 702. Официальный символ — S$, эмитент — Денежно-кредитное управление Сингапура. Сингапурский доллар является одной из 18 свободных конвертируемых валют.
Один доллар cостоит из 100 центов. В обращении находятся банкноты номиналом 2, 5, 10, 50 и 100 долларов и монеты номиналом 5, 10, 20, 50 центов и 1 доллар. С 1967 года, курс сингапурского доллара фиксированный с брунейским долларом 1 S$ = 1 B$, без ограничений.

## История
Между 1845 и 1939 годами Сингапур использовал доллар Проливов. После он был заменён малайским долларом, и с 1953 года — долларом Малайи и Британского Борнео, которые были выпущены Советом уполномоченных по денежному обращению в Малайе и Британском Борнео.
Сингапур продолжал использовать единую валюту и после присоединения к Малайзии в 1963 году, но спустя два года после объявления независимости от Малайзии в 1965 году денежно-кредитный союз между Малайзией, Сингапуром и Брунеем распался. 7 апреля 1967 года Сингапур учредил Валютное ведомство и выпустил свои первые монеты и банкноты. Сингапурский доллар был сменным по номиналу с малайзийским ринггитом до 1973 года. Взаимозаменяемость с брунейским долларом сохранилась. Сингапурский доллар был первоначально привязан к британскому фунту в соотношении 60:7.
1 октября 2002 года Валютное ведомство Сингапура было упразднено, его функции, собственность и долги были переданы Министерству финансов Сингапура.

## Монеты
В 1967 году была введена в обращение первая серия монет: 1, 5, 10, 20 и 50 центов и 1 доллар. За исключением бронзового 1 цента эти монеты были из медно-никелевого сплава. В 1985 году вышла вторая серия монет, которая была введена в тех же самых наименованиях. Размеры монет были уменьшены (наиболее существенно для больших наименований), и 5 центов стали изготавливать из алюминиевой бронзы. В 1987 году монета в 1 доллар была ещё больше уменьшена в размере и стала производиться из алюминиевой бронзы.
Сейчас на монетах Сингапура можно видеть Герб Сингапура на аверсе, и цветочные композиции на реверсе.
| Третья серия (2013—) | Третья серия (2013—) | Третья серия (2013—) | Третья серия (2013—) | Третья серия (2013—) | Третья серия (2013—)                                                     | Третья серия (2013—)                                                   | Третья серия (2013—)         | Третья серия (2013—) |
| Изображение          | Номинал              | Характеристики       | Характеристики       | Характеристики       | Характеристики                                                           | Описание                                                               | Описание                     | Годы чеканки         |
| Изображение          | Номинал              | Диаметр (мм)         | Толщина (мм)         | Масса (г)            | Материал                                                                 | Аверс                                                                  | Реверс                       | Годы чеканки         |
| -------------------- | -------------------- | -------------------- | -------------------- | -------------------- | ------------------------------------------------------------------------ | ---------------------------------------------------------------------- | ---------------------------- | -------------------- |
|                      | 0,05 $               | 16,75                | 1,22                 | 1,70                 | сталь с латунным покрытием                                               | Герб Сингапура, Описание: "SINGAPURA"; "新加坡"; "சிங்கப்பூர்"; "SINGAPORE" | Эспланада                    | 2013                 |
|                      | 0,10 $               | 18,50                | 1,38                 | 2,36                 | сталь с никелевым покрытием                                              | Герб Сингапура, Описание: "SINGAPURA"; "新加坡"; "சிங்கப்பூர்"; "SINGAPORE" | Социальное жильё             | 2013                 |
|                      | 0,20 $               | 21,00                | 1,72                 | 3,85                 | сталь с никелевым покрытием                                              | Герб Сингапура, Описание: "SINGAPURA"; "新加坡"; "சிங்கப்பூர்"; "SINGAPORE" | Аэропорт Сингапур—Чанги      | 2013                 |
|                      | 0,50 $               | 23,00                | 2,45                 | 6,56                 | сталь с никелевым покрытием                                              | Герб Сингапура, Описание: "SINGAPURA"; "新加坡"; "சிங்கப்பூர்"; "SINGAPORE" | Порт Сингапура               | 2013                 |
|                      | 1,00 $               | 24,65                | 2,50                 | 7,62                 | кольцо: сталь с латунным покрытием, вставка: сталь с никелевым покрытием | Герб Сингапура, Описание: "SINGAPURA"; "新加坡"; "சிங்கப்பூர்"; "SINGAPORE" | Мерлайон, Ванда мисс Джоаким | 2013                 |

## Банкноты
12 июня 1967 года были введены первые купюры, известные как 1-я серия Орхидей, номиналами 1, 5, 10, 50, 100 и 1000 долларов. Банкноты номиналом 25 и 500 долларов были введены в обращение 7 августа 1972 года. 29 января 1973 года выпустили банкноту номиналом 10 000 долларов.
Между 1976 и 1980 годами в обращение были введены банкноты, известные как 2-я серия Птиц. В ней не было банкноты номиналом 25 долларов. Банкноту в 20 долларов ввели 6 августа 1979 года.
Между 1985 и 1989 годами введена в обращения 3-я серия Кораблей с теми же самыми номиналами за исключением купюры в 20 долларов. В 1990 году была введена купюра в 2 доллара.
С 1999 года введена, имеющая хождение до настоящего времени, 4-я серия Портретов с теми же номиналами за исключением 500 долларов.
С 1 октября 2014 года прекращён выпуск банкнот в 10000 долларов. Уже выпущенные банкноты остаются в обращении и будут изыматься по мере поступления в банки.
| 4–я серия — Серия портретов (1999—) | 4–я серия — Серия портретов (1999—) | 4–я серия — Серия портретов (1999—) | 4–я серия — Серия портретов (1999—) | 4–я серия — Серия портретов (1999—) | 4–я серия — Серия портретов (1999—) | 4–я серия — Серия портретов (1999—) | 4–я серия — Серия портретов (1999—) | 4–я серия — Серия портретов (1999—) |
| Изображение                         | Номинал                             | Размеры (мм)                        | Основные цвета                      | Описание                            | Описание                            | Даты                                | Даты                                | Тип                                 |
| Изображение                         | Номинал                             | Размеры (мм)                        | Основные цвета                      | Лицевая сторона                     | Оборотная сторона                   | введения                            | изъятия                             | Тип                                 |
| ----------------------------------- | ----------------------------------- | ----------------------------------- | ----------------------------------- | ----------------------------------- | ----------------------------------- | ----------------------------------- | ----------------------------------- | ----------------------------------- |
|                                     | 2 $                                 | 126 × 63                            | Фиолетовый                          | Юсоф бин Исхак                      | Образование                         | 9 сентября 1999 г.                  | 12 января 2006 г.                   | Бумажный                            |
|                                     | 2 $                                 | 126 × 63                            | Фиолетовый                          | Юсоф бин Исхак                      | Образование                         | 12 января 2006 г.                   | в обращении                         | Полимерный                          |
|                                     | 5 $                                 | 133 × 66                            | Зеленый                             | Юсоф бин Исхак                      | Город-сад                           | 9 сентября 1999 г.                  | 18 мая 2007 г.                      | Бумажный                            |
|                                     | 5 $                                 | 133 × 66                            | Зеленый                             | Юсоф бин Исхак                      | Город-сад                           | 18 мая 2007 г.                      | в обращении                         | Полимерный                          |
|                                     | 10 $                                | 141 × 69                            | Красный                             | Юсоф бин Исхак                      | Спорт                               | 9 сентября 1999 г.                  | 4 мая 2004 г.                       | Бумажный                            |
|                                     | 10 $                                | 141 × 69                            | Красный                             | Юсоф бин Исхак                      | Спорт                               | 4 мая 2004 г.                       | в обращении                         | Полимерный                          |
|                                     | 50 $                                | 156 × 74                            | Синий                               | Юсоф бин Исхак                      | Искусство                           | 9 сентября 1999 г.                  | в обращении                         | Бумажный                            |
|                                     | 100 $                               | 162 × 77                            | Оранжевый                           | Юсоф бин Исхак                      | Юность                              | 9 сентября 1999 г.                  | в обращении                         | Бумажный                            |
|                                     | 1 000 $                             | 170 × 83                            | Розовый                             | Юсоф бин Исхак                      | Государство                         | 9 сентября 1999 г.                  | 1 января 2021 г.                    | Бумажный                            |
|                                     | 10 000 $                            | 180 × 90                            | Золотой                             | Юсоф бин Исхак                      | Экономика                           | 9 сентября 1999 г.                  | 1 октября 2014 г.                   | Бумажный                            |

## Режим валютного курса

курс USD/SGD, Сингапурских долларов за 1 Доллар США

Сингапурский доллар входит в список иностранных валют, курс которых устанавливается Банком России ежедневно.
| Год  | SGD за 1 USD | SGD за 1 SUR | RUB зв 1 SGD |
| ---- | ------------ | ------------ | ------------ |
| 1980 | 2,2161       | 3,4653       | -            |
| 1985 | 2,1213       | 2,3057       | -            |
| 1990 | 1,7275       | 2,8450       | -            |
| 1995 | 1,4148       | -            | 3,0599       |
| 2000 | 1,7361       | -            | 16,5453      |
| 2005 | 1,6738       | -            | 16,9505      |
| 2010 | 1,2844       | -            | 22,3292      |
| 2015 | 1,3752       | -            | 44,5554      |
| 2020 | 1,3792       | -            | 52,4718      |